# Mobutu Sese Seko
Mobutu Sese Seko Kuku Ngbendu wa Za Banga (nơi sinh Joseph-Désiré Mobutu, 14 tháng 10 năm 1930 - 7 tháng 9 năm 1997), thường được gọi là Mobutu hoặc Mobutu Sese Seko, là Tổng thống của nước Cộng hòa Dân chủ Congo (còn được gọi là Zaire dưới thời cai trị của ông) từ 1965 đến 1997. Trong khi còn tại chức, ông đã thành lập một chế độ độc đoán, đã tích lũy được lớn tài sản cá nhân, và cố gắng tẩy tất cả các ảnh hưởng văn hóa thuộc địa trong nước, trong khi cũng duy trì một lập trường chống Cộng sản.
Ông bị đánh giá là " tên Tổng thống Độc tài " của Zaire khi thực hiện nhiều hành động nhằm loại bỏ các đối thủ chính trị.